# The Scarlet Letter (film fra 1911)
|  | For andre betydninger, se The Scarlet Letter (flertydig) |
The Scarlet Letter er en amerikansk stumfilm fra 1911 af George Loane Tucker og Joseph W. Smiley.
Filmen er baseret på Nathaniel Hawthornes roman fra 1850 The Scarlet Letter, på dansk udgivet som Det flammende bogstav.

## Medvirkende
- King Baggot som Dimmesdale
- Lucille Young som Hester Prynne
- William Robert Daly som Roger
- Anita Hendrie
- Robert Z. Leonard